# Professional'nyj Futbol'nyj Klub Kryl'ja Sovetov Samara 2016-2017
Questa voce raccoglie le informazioni riguardanti il Kryl'ja Sovetov Samara nelle competizioni ufficiali della stagione 2016-2017.

## Stagione
In campionato, alla dopo appena due presenze consecutive in massima serie, la squadra retrocesse direttamente, finendo quindicesimo a pari punti con l'Arsenal Tula, ma con gli scontri diretti a sfavore (1-1 all'andata in casa, sconfitta 2-0 al ritorno).
In coppa, dopo la vittoria esterna contro il Šinnik (club di seconda divisione) ai sedicesimi, arrivò la sconfitta agli ottavi in casa contro la Lokomotiv Mosca.

## Rosa
| N. |                        | Ruolo | Calciatore         |
| -- | ---------------------- | ----- | ------------------ |
| 2  | Russia (bandiera)      | D     | Evgenij Baškirov   |
| 3  | Russia (bandiera)      | D     | Dmitrij Jatčenko   |
| 4  | Russia (bandiera)      | D     | Ivan Taranov       |
| 5  | Russia (bandiera)      | D     | Ali Gadžibekov     |
| 6  | Brasile (bandiera)     | D     | Nadson             |
| 7  | Russia (bandiera)      | C     | Alan Čočiev        |
| 8  | Bielorussia (bandiera) | A     | Sjarhej Karnilenka |
| 9  | Finlandia (bandiera)   | A     | Berat Sadik        |
| 10 | Italia (bandiera)      | C     | Cristian Pasquato  |
| 11 | Bielorussia (bandiera) | C     | Aljaksandr Hleb    |
| 13 | Russia (bandiera)      | P     | Evgenij Konjuchov  |
| 16 | Ucraina (bandiera)     | P     | Artem Hromov       |

| N. |                              | Ruolo | Calciatore       |
| -- | ---------------------------- | ----- | ---------------- |
| 17 | Georgia (bandiera)           | P     | Giorgi Loria     |
| 19 | Trinidad e Tobago (bandiera) | D     | Sheldon Bateau   |
| 20 | Serbia (bandiera)            | C     | Srđan Mijailović |
| 21 | Russia (bandiera)            | C     | Vjačeslav Zinkov |
| 22 | Ucraina (bandiera)           | C     | Sandro Tsveiba   |
| 27 | Russia (bandiera)            | C     | Aleksandr Zuev   |
| 28 | Russia (bandiera)            | C     | Pavel Kudrjašov  |
| 29 | Belgio (bandiera)            | A     | Gianni Bruno     |
| 31 | Russia (bandiera)            | D     | Georgi Zotov     |
| 33 | Serbia (bandiera)            | D     | Milan Rodić      |
| 40 | Russia (bandiera)            | D     | Sergey Bozhin    |
| 77 | Russia (bandiera)            | C     | Sergej Tkačëv    |

## Risultati

### Prem'er-Liga
| Groznyj 31 luglio 2016 1ª giornata | Terek Groznyj | 1 – 0 referto | Kryl'ja Sovetov Samara | Achmat-Arena |

| Mosca 8 agosto 2016 2ª giornata | Spartak Mosca | 1 – 0 referto | Kryl'ja Sovetov Samara | Otkrytie Arena |

| Samara 13 agosto 2016 3ª giornata | Kryl'ja Sovetov Samara | 1 – 1 referto | Krasnodar | Stadio Metallurg (Samara) |

| Mosca 21 agosto 2016 4ª giornata | Lokomotiv Mosca | 0 – 0 referto | Kryl'ja Sovetov Samara | Stadio Lokomotiv |

| Samara 26 agosto 2016 5ª giornata | Kryl'ja Sovetov Samara | 0 – 1 referto | Ufa | Stadio Metallurg (Samara) |

| Rostov sul Don 9 settembre 2016 6ª giornata | Rostov | 2 – 1 referto | Kryl'ja Sovetov Samara | Stadio Olimp-2 |

| Samara 18 settembre 2016 7ª giornata | Kryl'ja Sovetov Samara | 1 – 2 referto | CSKA Mosca | Stadio Metallurg (Samara) |

| Perm' 26 settembre 2016 8ª giornata | Amkar Perm' | 0 – 0 referto | Kryl'ja Sovetov Samara | Stadio Zvezda |

| Samara 1º ottobre 2016 9ª giornata | Kryl'ja Sovetov Samara | 2 – 1 referto | Anži | Stadio Metallurg (Samara) |

| Kazan' 15 ottobre 2016 10ª giornata | Rubin | 3 – 0 referto | Kryl'ja Sovetov Samara | Kazan Arena |

| Samara 21 ottobre 2016 11ª giornata | Kryl'ja Sovetov Samara | 1 – 1 referto | Arsenal Tula | Stadio Metallurg (Samara) |

| Orenburg 31 ottobre 2016 12ª giornata | Gazovik Orenburg | 1 – 0 referto | Kryl'ja Sovetov Samara | Stadio Gazovik |

| Samara 5 novembre 2016 13ª giornata | Kryl'ja Sovetov Samara | 2 – 2 referto | Ural | Stadio Metallurg (Samara) |

| San Pietroburgo 20 novembre 2016 14ª giornata | Zenit San Pietroburgo | 3 – 1 referto | Kryl'ja Sovetov Samara | Stadio Petrovskij |

| Samara 27 novembre 2016 15ª giornata | Kryl'ja Sovetov Samara | 3 – 0 referto | Tom' Tomsk | Stadio Metallurg (Samara) |

| Samara 1º dicembre 2016 16ª giornata | Kryl'ja Sovetov Samara | 4 – 0 referto | Spartak Mosca | Stadio Metallurg (Samara) |

| Krasnodar 5 dicembre 2016 17ª giornata | Krasnodar | 1 – 1 referto | Kryl'ja Sovetov Samara | Stadio FC Krasnodar |

| Ufa 5 marzo 2017 18ª giornata | Kryl'ja Sovetov Samara | 0 – 3 referto | Lokomotiv Mosca | Neftyanik Stadium |

| Ufa 11 marzo 2017 19ª giornata | Ufa | 1 – 0 referto | Kryl'ja Sovetov Samara | Neftyanik Stadium |

| Samara 19 marzo 2017 20ª giornata | Kryl'ja Sovetov Samara | 0 – 0 referto | Rostov | Stadio Metallurg (Samara) |

| Mosca 2 aprile 2017 21ª giornata | CSKA Mosca | 2 – 1 referto | Kryl'ja Sovetov Samara | Arena CSKA |

| Samara 8 aprile 2017 22ª giornata | Kryl'ja Sovetov Samara | 2 – 2 referto | Amkar Perm' | Stadio Metallurg (Samara) |

| Kaspijsk 15 aprile 2017 23ª giornata | Anži | 1 – 3 referto | Kryl'ja Sovetov Samara | Anži-Arena |

| Samara 23 aprile 2017 24ª giornata | Kryl'ja Sovetov Samara | 0 – 0 referto | Rubin | Stadio Metallurg (Samara) |

| Tula 26 aprile 2017 25ª giornata | Arsenal Tula | 2 – 0 referto | Kryl'ja Sovetov Samara | Stadio Arsenal |

| Samara 1º maggio 2017 26ª giornata | Kryl'ja Sovetov Samara | 1 – 1 referto | Gazovik Orenburg | Stadio Metallurg (Samara) |

| Ekaterinburg 8 maggio 2017 27ª giornata | Ural | 1 – 3 referto | Kryl'ja Sovetov Samara | SKB-Bank Arena |

| Samara 13 maggio 2017 28ª giornata | Kryl'ja Sovetov Samara | 1 – 3 referto | Zenit San Pietroburgo | Stadio Metallurg (Samara) |

| Tomsk 17 maggio 2017 29ª giornata | Tom' Tomsk | 0 – 2 referto | Kryl'ja Sovetov Samara | Trud Stadium |

| Samara 21 maggio 2017 30ª giornata | Kryl'ja Sovetov Samara | 1 – 3 referto | Terek Groznyj | Stadio Metallurg (Samara) |

### Kubok Rossii
| Jaroslavl' 22 settembre 2016 | Šinnik | 0 – 2 referto | Kryl'ja Sovetov Samara | Stadio Šinnik |

| Samara 27 ottobre 2016 | Kryl'ja Sovetov Samara | 1 – 3 referto | Lokomotiv Mosca | Stadio Metallurg (Samara) |